# 桃山町 (半田市)
桃山町（ももやまちょう）は、愛知県半田市の地名。

## 地理
半田市北西部に位置する。東は鵜ノ池町、北は三ツ池町、南西は行人町、南東は金山町に接する。

### 学区
市立小・中学校に通う場合、学校等は以下の通りとなる。また、公立高等学校に通う場合の学区は以下の通りとなる。
| 番・番地等 | 小学校             | 中学校             | 高等学校 |
| ---------- | ------------------ | ------------------ | -------- |
| 全域       | 半田市立板山小学校 | 半田市立青山中学校 | 尾張学区 |

## 歴史

### 沿革
- 1957年（昭和32年） - 半田市成岩の一部により、同市桃山町が成立[2]。

## 交通
- 愛知県道板山金山線[1]

### WEB
1. ↑  “愛知県半田市の町丁・字一覧”.   人口統計ラボ. 2023年11月25日閲覧。
2. ↑  “愛知県半田市の郵便番号一覧”.   日本郵便. 2023年11月25日閲覧。
3. ↑  “市外局番の一覧” (PDF).   総務省 (2022年3月1日). 2022年3月22日閲覧。
4. ↑  半田市教育委員会事務局教育部学校教育課 学校担当 (2015年4月1日). “半田市立小中学校　通学区域一覧（町名あいうえお順）” (PDF).   半田市. 2023年12月1日閲覧。
5. ↑  “平成29年度以降の愛知県公立高等学校（全日制課程）入学者選抜における通学区域並びに群及びグループ分け案について”.   愛知県教育委員会 (2015年2月16日). 2019年1月14日閲覧。

### 書籍
1. 1 2 3  「角川日本地名大辞典」編纂委員会 1989, p. 1825.
2. ↑  「角川日本地名大辞典」編纂委員会 1989, p. 1355.